# Май Граге
Май Граге (дан. Mai Grage; нар. 18 квітня 1992) — колишня данська тенісистка.
Найвищу одиночну позицію світового рейтингу — 861 місце досягла 13 квітня 2015, парну — 988 місце — 29 листопада 2010 року.
Здобула 1 одиночний титул.

## Фінали ITF

### Одиночний розряд: 1 (титул)
| Легенда          |
| ---------------- |
| турніри $100,000 |
| турніри $75,000  |
| турніри $50,000  |
| турніри $25,000  |
| турніри $10,000  |

| Фінали за покриттям |
| ------------------- |
| Тверде (0–0)        |
| Ґрунт (1–0)         |
| Трава (0–0)         |
| Килим (0–0)         |

| Результат | Ранг | Дата          | Турнір            | Покриття | Суперниця     | Рахунок  |
| --------- | ---- | ------------- | ----------------- | -------- | ------------- | -------- |
| Перемога  | 1.   | 3 серпня 2014 | Копенгаген, Данія | Ґрунт    | Карен Барріца | 6–4, 7–5 |

### Парний розряд: 1 (поразка)
| Легенда          |
| ---------------- |
| турніри $100,000 |
| турніри $75,000  |
| турніри $50,000  |
| турніри $25,000  |
| турніри $10,000  |

| Фінали за покриттям |
| ------------------- |
| Тверде (0–0)        |
| Ґрунт (0–1)         |
| Трава (0–0)         |
| Килим (0–0)         |

| Результат | Ранг | Дата          | Турнір          | Покриття | Партнерка   | Суперниці                       | Рахунок |
| --------- | ---- | ------------- | --------------- | -------- | ----------- | ------------------------------- | ------- |
| Поразка   | 1.   | 4 жовтня 2010 | Кальярі, Італія | Ґрунт    | Ева Ваканно | Еліза Саліс Валентіна Сульпіціо | w/o     |

## Участь у Кубку Федерації

### Одиночний розряд
| Розіграш                                           | Раунд | Дата           | Місце               | Супротивник     | Покриття   | Суперниця                       | W/L | Рахунок            |
| -------------------------------------------------- | ----- | -------------- | ------------------- | --------------- | ---------- | ------------------------------- | --- | ------------------ |
| Кубок Федерації 2009 зона Європа/Африка, група I   | R/R   | 6 лютого 2009  | Таллінн, Естонія    | Словенія        | Тверде (i) | Маша Зец-Пешкірич               | L   | 4–6, 5–7           |
| Кубок Федерації 2009 зона Європа/Африка, група I   | P/O   | 7 лютого 2009  | Таллінн, Естонія    | Хорватія        | Тверде (i) | Петра Мартич                    | L   | 5–7, 0–6           |
| Кубок Федерації 2010 зона Європа/Африка, група I   | R/R   | 3 лютого 2010  | Лісабон, Португалія | Швеція          | Тверде (i) | Юганна Ларссон                  | L   | 3–6, 1–6           |
| Кубок Федерації 2010 зона Європа/Африка, група I   | R/R   | 4 лютого 2010  | Лісабон, Португалія | Угорщина        | Тверде (i) | Аніко Капрош                    | L   | 0–6, 0–6           |
| Кубок Федерації 2010 зона Європа/Африка, група I   | R/R   | 5 лютого 2010  | Лісабон, Португалія | Латвія          | Тверде (i) | Діана Марцинкевич               | W   | 4–6, 6–4, 6–2      |
| Кубок Федерації 2010 зона Європа/Африка, група I   | P/O   | 6 лютого 2010  | Лісабон, Португалія | Ізраїль         | Тверде (i) | Керен Шломо                     | W   | 6–4, 6–4           |
| Кубок Федерації 2012 зона Європа/Африка, група II  | R/R   | 18 квітня 2012 | Каїр, Єгипет        | Південна Африка | Ґрунт      | Ілзе Хаттінг                    | L   | 6–7(5–7), 7–5, 0–6 |
| Кубок Федерації 2012 зона Європа/Африка, група II  | R/R   | 19 квітня 2012 | Каїр, Єгипет        | Чорногорія      | Ґрунт      | Владиця Вабич                   | W   | 6–3, 6–2           |
| Кубок Федерації 2012 зона Європа/Африка, група II  | R/R   | 20 квітня 2012 | Каїр, Єгипет        | Фінляндія       | Ґрунт      | Елла Лейво                      | W   | 6–2, 6–3           |
| Кубок Федерації 2013 зона Європа/Африка, група III | R/R   | 8 травня 2013  | Кишинів, Молдова    | Намібія         | Ґрунт      | Ріке Гонібалл                   | W   | 6–0, 6–0           |
| Кубок Федерації 2013 зона Європа/Африка, група III | R/R   | 9 травня 2013  | Кишинів, Молдова    | Марокко         | Ґрунт      | Фатіма Ель Алламі               | W   | 6–3, 6–1           |
| Кубок Федерації 2013 зона Європа/Африка, група III | P/O   | 10 травня 2013 | Кишинів, Молдова    | Ліхтенштейн     | Ґрунт      | Штефані Фогт                    | W   | 6–3, 6–1           |
| Кубок Федерації 2014 зона Європа/Африка, група III | R/R   | 5 лютого 2014  | Таллінн, Естонія    | Мадагаскар      | Тверде (i) | Нантенайна Рамалалахарівололона | W   | 6–2, 6–3           |
| Кубок Федерації 2014 зона Європа/Африка, група III | R/R   | 7 лютого 2014  | Таллінн, Естонія    | Норвегія        | Тверде (i) | Іда Сельєволл Сканкке           | W   | 6–1, 6–3           |
| Кубок Федерації 2014 зона Європа/Африка, група III | P/O   | 8 лютого 2014  | Таллінн, Естонія    | Естонія         | Тверде (i) | Анетт Контавейт                 | L   | 0–6, 0–6           |
| Кубок Федерації 2015 зона Європа/Африка, група III | R/R   | 16 квітня 2015 | Ульцинь, Чорногорія | Норвегія        | Ґрунт      | Емма Флуд                       | L   | 1–6, 3–6           |

### Парний розряд
| Розіграш                                           | Раунд | Дата           | Місце          | Супротивник     | Покриття   | Партнерка        | Суперниці                                          | W/L | Рахунок            |
| -------------------------------------------------- | ----- | -------------- | -------------- | --------------- | ---------- | ---------------- | -------------------------------------------------- | --- | ------------------ |
| Кубок Федерації 2010 зона Європа/Африка, група I   | P/O   | 6 лютого 2010  | Лісабон        | Ізраїль         | Тверде (i) | Каріна Якобсґор  | Юлія Глушко Шахар Пеєр                             | L   | 0–6, 1–6           |
| Кубок Федерації 2011 зона Європа/Африка, група I   | R/R   | 3 лютого 2011  | Ейлат, Ізраїль | Швейцарія       | Тверде     | Каролін Возняцкі | Тімеа Бачинскі Патті Шнідер                        | L   | 3–6, 2–6           |
| Кубок Федерації 2011 зона Європа/Африка, група I   | R/R   | 4 лютого 2011  | Ейлат, Ізраїль | Велика Британія | Тверде     | Каролін Возняцкі | Джоселін Рей Гезер Вотсон                          | L   | 7–5, 5–7, 5–7      |
| Кубок Федерації 2011 зона Європа/Африка, група I   | P/O   | 5 лютого 2011  | Ейлат, Ізраїль | Греція          | Тверде     | Каролін Возняцкі | Елені Даніліду Ейріні Георгату                     | L   | 2–6, 5–7           |
| Кубок Федерації 2012 зона Європа/Африка, група II  | R/R   | 18 квітня 2012 | Каїр           | Південна Африка | Ґрунт      | Малу Ейдесгаард  | Наталі Грандін Мадрі Ле Ру                         | L   | 5–7, 3–6           |
| Кубок Федерації 2012 зона Європа/Африка, група II  | R/R   | 19 квітня 2012 | Каїр           | Чорногорія      | Ґрунт      | Малу Ейдесгаард  | Данка Ковинич Даниця Крстаїч                       | L   | 4–6, 4–6           |
| Кубок Федерації 2013 зона Європа/Африка, група III | R/R   | 8 травня 2013  | Кишинів        | Намібія         | Ґрунт      | Малу Ейдесгаард  | Ріке Гонібалл Лінікес Терон                        | W   | 6–0, 6–0           |
| Кубок Федерації 2013 зона Європа/Африка, група III | P/O   | 9 травня 2013  | Кишинів        | Ліхтенштейн     | Ґрунт      | Малу Ейдесгаард  | Штефані Фогт Катінка фон Дайхманн                  | L   | 3–6, 2–6           |
| Кубок Федерації 2014 зона Європа/Африка, група III | R/R   | 5 лютого 2014  | Таллінн        | Мадагаскар      | Тверде (i) | Карен Барріца    | Нантенайна Рамалалахарівололона Océane Razakaboana | W   | 6–1, 6–1           |
| Кубок Федерації 2014 зона Європа/Африка, група III | R/R   | 7 лютого 2014  | Таллінн        | Норвегія        | Тверде (i) | Малу Ейдесгаард  | Іда Сельєволл Сканкке Мелані Стокке                | L   | 6–7(7–9), 6–7(3–7) |
| Кубок Федерації 2015 зона Європа/Африка, група III | R/R   | 15 квітня 2015 | Ульцинь        | Алжир           | Ґрунт      | Еміліе Франкаті  | Amira Benaïssa Інес Іббу                           | W   | 6–0, 6–0           |
| Кубок Федерації 2015 зона Європа/Африка, група III | R/R   | 16 квітня 2015 | Ульцинь        | Норвегія        | Ґрунт      | Карен Барбат     | Емма Флуд Кароліне Роде-Мое                        | W   | 6–4, 6–2           |
| Кубок Федерації 2017 зона Європа/Африка, група II  | R/R   | 20 квітня 2017 | Шяуляй, Литва  | Єгипет          | Тверде (i) | Клара Таусон     | Ола Абу Зекрі Рана Шеріф Ахмед                     | L   | 6–7(5–7), 4–6      |
| Кубок Федерації 2017 зона Європа/Африка, група II  | R/R   | 21 квітня 2017 | Шяуляй, Литва  | Литва           | Тверде (i) | Еміліе Франкаті  | Йоана Ейдуконіте Ґерда Зикуте                      | W   | 6–1, 6–2           |